# Cuparaque
Cuparaque é um município brasileiro do estado de Minas Gerais. Localiza-se no Vale do Rio Doce e sua população em 2021 foi recenseada em 3 983 habitantes.

## Topônimo
"Cuparaque" vem da língua crenaque, em que significa "onça-pintada".

## História
O município foi criado pela lei estadual nº 12.030 e instalado em 1 de janeiro de 1997.

## Geografia
Localiza-se na mesorregião do Vale do Rio Doce.